# Campus de Pontevedra
O campus de Pontevedra é um dos três campi que abrigam a Universidade de Vigo. Está localizado na cidade espanhola de Pontevedra e oferece estudos de primeiro, segundo e terceiro ciclo nas ciências sociais, ciências da saúde, artes, engenharia e desporto.

## História
O campus de Pontevedra tem as suas origens na escola normal localizada na cidade e que era desde o século XIX a Escola Normal da província de Pontevedra e a Escola de Enfermagem dependente do Conselho Geral de Pontevedra (Deputação Provincial de Pontevedra). A Escola Normal de Pontevedra, origem da actual Faculdade de Ciências da Educação (criada em 1999), foi criada em 1845 e a Escola de ATS (Ayudante Técnico Sanitario), origem da actual escola de enfermagem, foi criada em 1974. Essas duas escolas oferecem há muitos anos os estudos universitários por excelência da cidade de Pontevedra, além do Centro Regional da UNED na província de Pontevedra, localizado no bairro de Monte Porreiro da cidade onde podem-se fazer diversos estudos universitários (engenharia, história, matemática, direito, física, química, psicologia, línguas estrangeiras, sociologia, economia, comércio, pedagogia. . .). O centro regional da UNED em Pontevedra foi criado em janeiro de 1973 e começou a funcionar em março de 1973 e foi o primeiro centro regional em Espanha localizado fora de Madrid, juntamente com o de Las Palmas de Gran Canaria.
Com a separação da Universidade de Santiago de Compostela em três universidades, o Campus de Pontevedra foi criado em 1990 e novas faculdades foram instaladas na cidade. A oferta de estudos universitários em Pontevedra foi ampliada com novos diplomas e cursos. 
A primeira faculdade que começou no campus de Pontevedra em 1990 foi a Faculdade de Belas Artes. Em 1991, uma segunda escola de engenheiros se juntou a ela, neste caso a Escola de Engenheiros Florestais. 
Em 1993, a Faculdade de Ciências Sociais e Comunicação foi criada e começou com um primeiro diploma em publicidade e relações públicas en 1994 e, em 1995, a Faculdade de Fisioterapia começou a operar. Em 1999, os estudos de gestão e administração pública foram introduzidos na Faculdade de Ciências Sociais e os de ciências do desporto na Faculdade de Educação. Em 2003, a licenciatura em comunicação audiovisual foi introduzida na Faculdade de Ciências Sociais e Comunicação. Posteriormente, em 2009, foi criado o Centro de Defesa da Universidade, dependente do Campus de Pontevedra, na Escola Militar Naval de Marín, localizada na área urbana de Pontevedra, a 6 km da cidade, onde são oferecidos estudos de engenharia industrial.
A 7 de Julho de 2022, pelo decreto 133/2022, foram criadas mais duas faculdades no campus de Pontevedra ·  · , a Faculdade de Desenho e a Faculdade de Administração e Gestão Pública.
Nos últimos anos, o campus de Pontevedra especializou-se no campo da criação, com o nome de Campus CREA.
O campus de Pontevedra foi declarado Campus Verde (Green Campus) a 18 de Novembro de 2015, sendo o primeirp em Espanha a conseguir esta distinção.
A cadeia de café americana Starbucks abriu um espaço na Faculdade de Educação e Ciências do Desporto em setembro de 2019. Nesse mesmo mês, a Xunta de Galicia cedeu à Universidade os 5º, 6º e 7º andares do seu edifício administrativo na Rua Benito Corbal, 47, durante 20 anos, como sede dos escritórios do Campus CREA.
No ano letivo de 2023-2024, o campus de Pontevedra oferece 30 graus, incluindo 13 licenciaturas, 12 mestrados e 5 doutoramentos. De 2000 a 2022, o número de estudantes no campus aumentou 20%.

## Descrição

### Organização
O campus de Pontevedra está localizado no setor de A Xunqueira, no norte da cidade e no centro da cidade. No plano urbano, o campus da Xunqueira possui uma rotunda central e várias ruas com vários lugares de estacionamento, inclusive para estudantes. 
Há um total de cinco faculdades neste campus : Faculdade de Comunicação, Faculdade de Fisioterapia, Faculdade de Ciências da Educação e do Desporto, Escola Superior de Engenheiros Florestais e a Faculdade de Gestão e Administração Pública. 
A biblioteca central do campus está localizada no primeiro andar da Faculdade de Ciências Sociais e Comunicação e os serviços administrativos do campus e o local de coleta e retirada de documentação (LERD) do sistema universitário galego ficam na escola de engenharia florestal. 
No centro da cidade é a Faculdade de Belas Artes, localizada perto da Praça de Espanha, no edifício neoclássico do do antigo quartel de São Fernando, e a Escola de Enfermagem, localizada nas instalações do Hospital Provincial de Pontevedra. O gabinete do reitor e a administração do campus estão também localizados no centro da cidade, na Casa dos Sinos.
Os escritórios do Campus CREA estão localizados no 5º, 6º e 7º andares do edifício administrativo da Xunta de Galicia, na Rua Benito Corbal, 47.
A cada ano, o campus de Pontevedra recebe estudantes Erasmus de universidades de outros países, cujo número aumentou nos últimos anos. Para facilitar a sua estadia na cidade, a Associação da Rede de Estudantes Erasmus tem uma delegação localizada em salas reservadas para esse fim na escola de engenheiros florestais.

### Centros universitários
Os centros universitários presentes em Pontevedra são os seguintes : 

#### Centro histórico
- Sede do vice-reitor do campus na Casa dos Sinos, no centro histórico de Pontevedra. O proprietário deste edifício histórico é a câmara municipal de Pontevedra, que transferiu temporariamente parte do prédio para a universidade.[33][34]

#### Campus da Xunqueira
- Centros localizados no campus de A Xunqueira, na parte norte da cidade, do outro lado do rio Lérez e perto do parque da Ilha das esculturas : 
  - Faculdade de Comunicação
  - Faculdade de Administração e Gestão Pública
  - Faculdade de Educação e Ciências do Desporto
  - Faculdade de Fisioterapia
  - Escola de Engenheiros Florestais

#### Centro da cidade
- Centros localizados no centro da cidade: 
  - Faculdade de Belas Artes. O edifício é propriedade da Câmara Municipal de Pontevedra, que o cedeu temporariamente à universidade.[33] · [35]
  - Faculdade de Desenho
  - Escola de Enfermagem

#### Marim
- Centro anexo ao campus de Pontevedra em Marim: 
  - Centro Universitário da Defesa, na Escola Naval Militar.

A cidade é também o lar da Escola Superior para a Conservação e Restauração de Bens Culturais da Galiza.
Em 2023, o campus de Pontevedra tinha 4.215 alunos matriculados. Para o ano letivo de 2023-2024, este é o campus com a maior taxa de ocupação da Universidade de Vigo no primeiro ano de estudos, com 107 %.
Os diplomas universitários no campus com maior taxa de emprego são Fisioterapia (93%) e Publicidade e Relações públicas (86,6%).

### Infraestruturas
O campus universitário tem um jardim de infância em sua extremidade norte, dedicado principalmente para os filhos dos funcionários da área escolar da A Xunqueira e que está integrado na rede de creches da Junta da Galiza A Galiña azul (A galinha azul). Por outro lado, o complexo hospitalar de Pontevedra tornou-se em 2012 o centro hospitalar universitário (CHUP) de Pontevedra, onde estudantes de medicina da faculdade de Santiago de Compostela podem passar os seus últimos anos de estudo.
A universidade tem restaurantes universitários na Faculdade de Comunicação e na Escola de Engenharia Florestal no campus da Xunqueira e na Faculdade de Belas Artes no centro da cidade.
A universidade tem um Pavilhão Desportivo na rua Cruz Vermella para a comunidade universitária com cardiofitness, cross-training, pilates, ciclismo de interior e desportos na pista desportiva. Há também um parque de calistenia junto à Faculdade de Fisioterapia e um pontão na margem norte do rio Lérez..
A Estação Ferroviária de Pontevedra-Universidade tem servido o campus desde 2001 para os estudantes que desejam chegar de comboio. Além disso, a linha 1 de autocarros urbanos de Pontevedra tem uma paragem na Rua Alexandre Bóveda para servir também o campus de Pontevedra. Há uma ciclovia e estacionamento no campus e também ao longo da Rua Celso Emilio Ferreiro. 

### Espaços verdes
O campus tem espaços verdes em torno dos edifícios da universidade e um espaço verde maior e alongado a sul da Faculdade de Ciências Sociais e Comunicação, paralelo à Rua Celso Emilio Ferreiro. No entanto, o grande espaço verde para o prazer dos estudantes e professores no campus é o parque adjacente da Ilha das Esculturas, com 7 hectares de terreno. A Faculdade de Belas Artes no centro da cidade tem também um espaço verde em frente da sua fachada principal, os chamados Jardins Marescot, onde há um monumento-fonte ao Dr. Marescot.

## Tradições e cultura
No final de abril, a principal celebração do campus de Pontevedra, Santa Catabirra, é dedicada ao santo padroeiro da Faculdade de Ciências Sociais e Comunicação, Santa Catarina de Siena. Milhares de jovens de toda a Galiza participam nesta celebração. As celebrações de São Ero, padroeiro da Faculdade de Belas Artes, também são de alguma importância.
Os patronos de outras faculdades são Saõ Leandro (Escola de Engenharia Florestal), São Isidoro de Sevilha (Faculdade de Educação e Ciências do Desporto) e São Aquiles (Faculdade de Fisioterapia). 

## Galeria

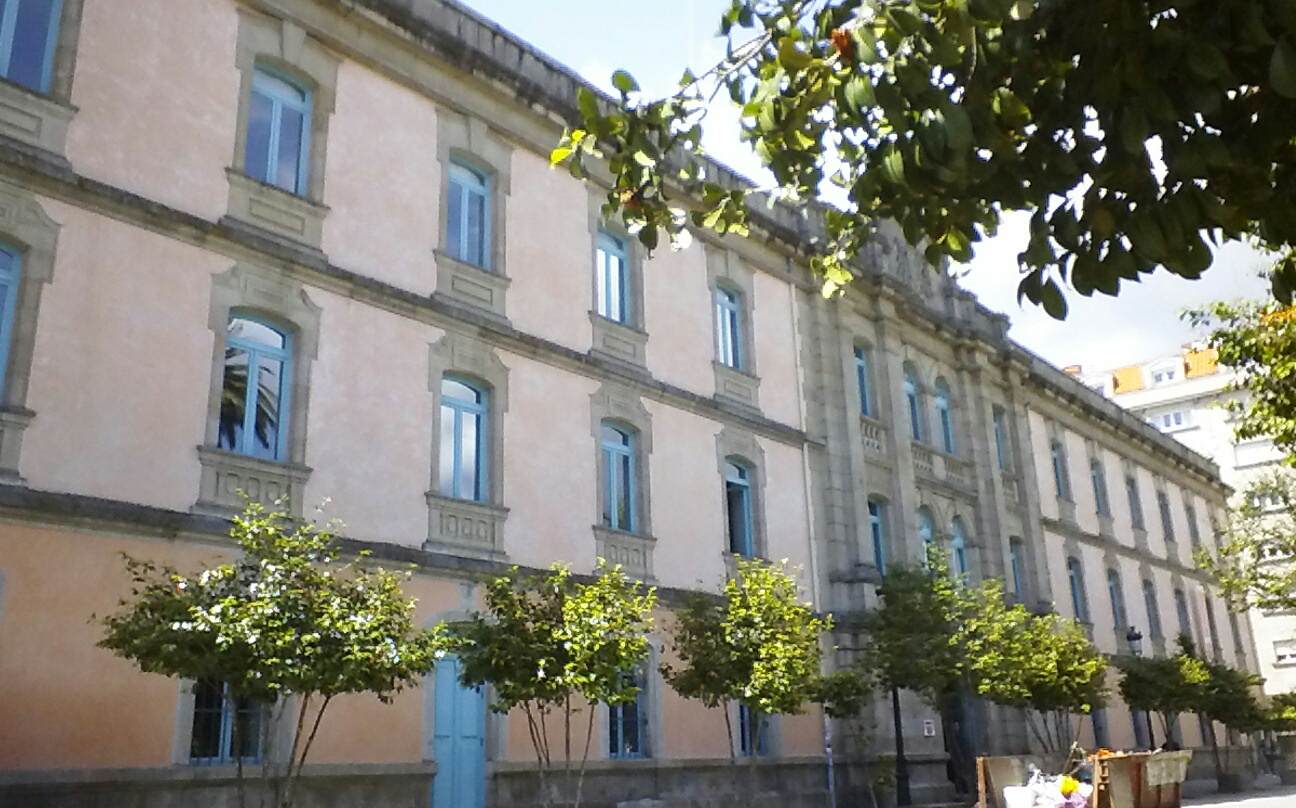
Faculdade de Belas Artes
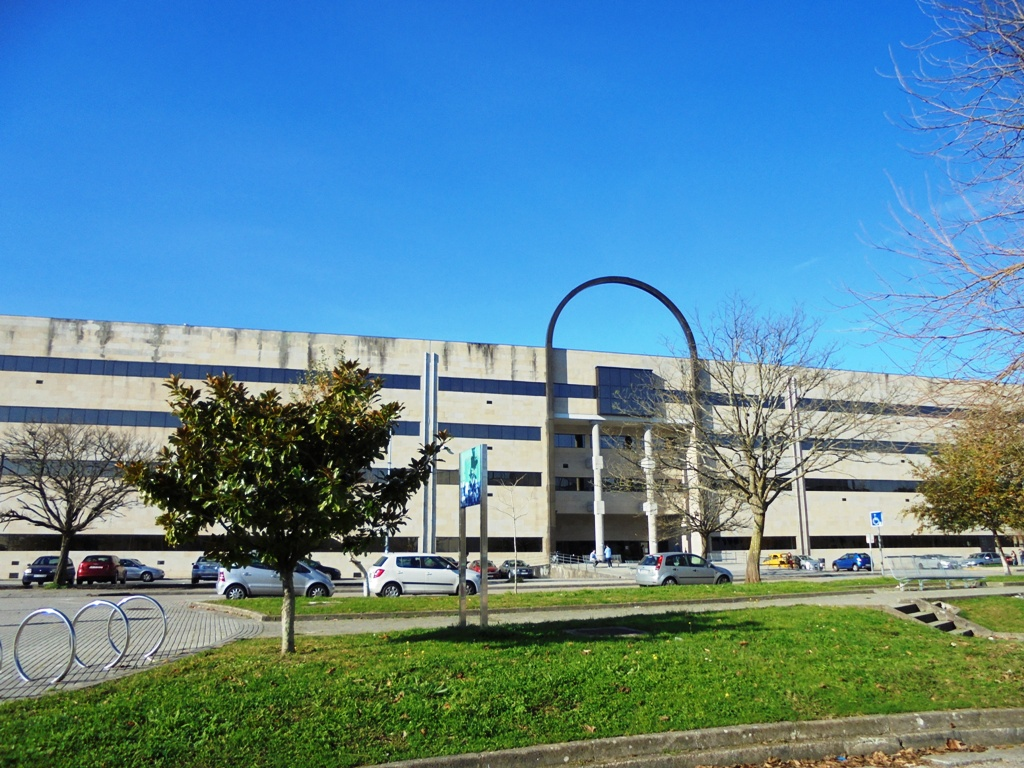
Faculdade de Ciências Sociais e Comunicação
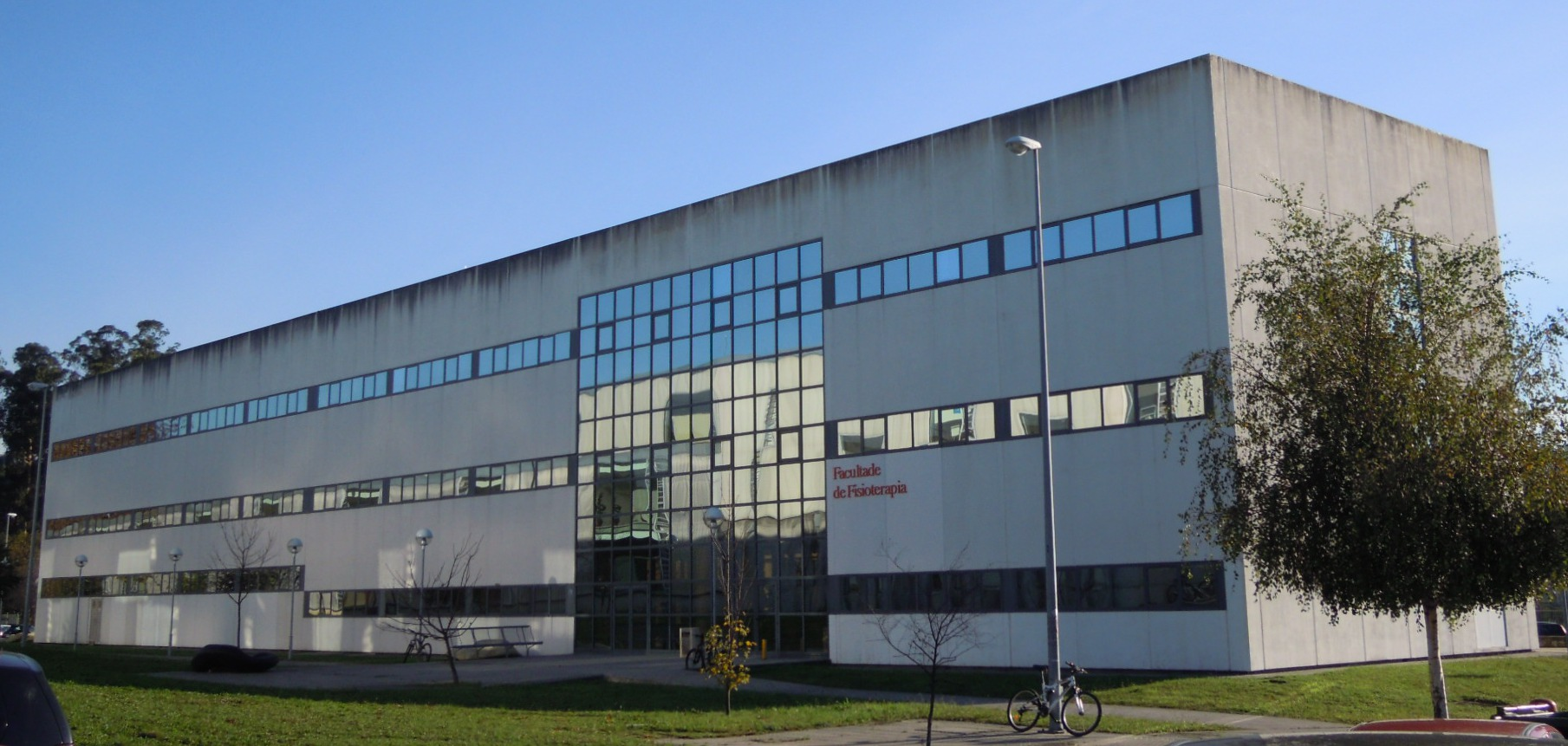
Faculdade de Fisioterapia
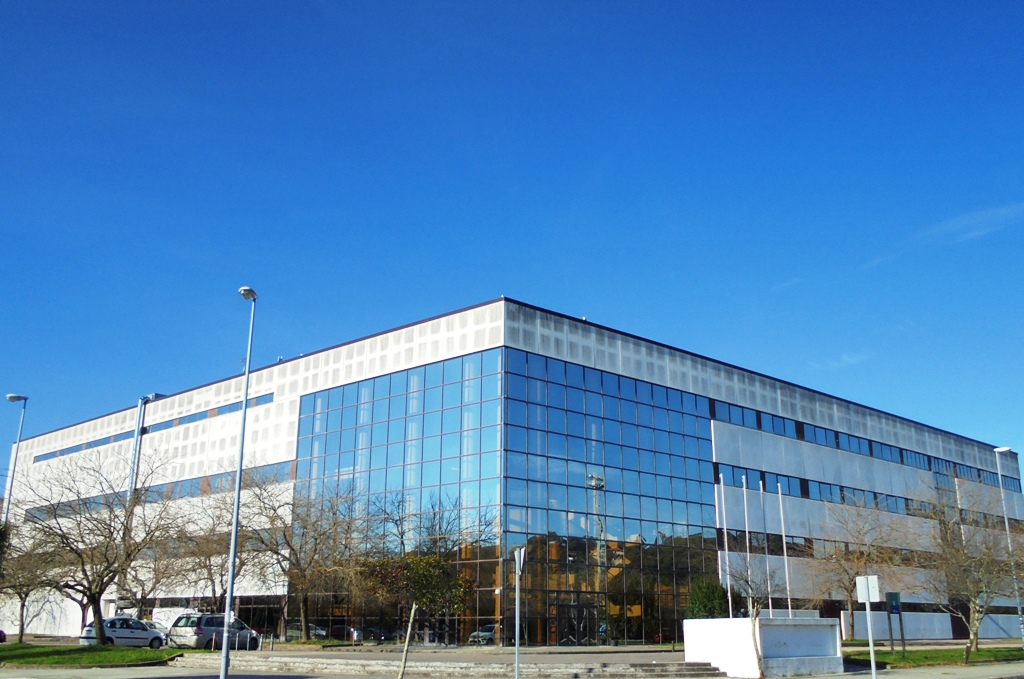
Escola de engenheiros florestais
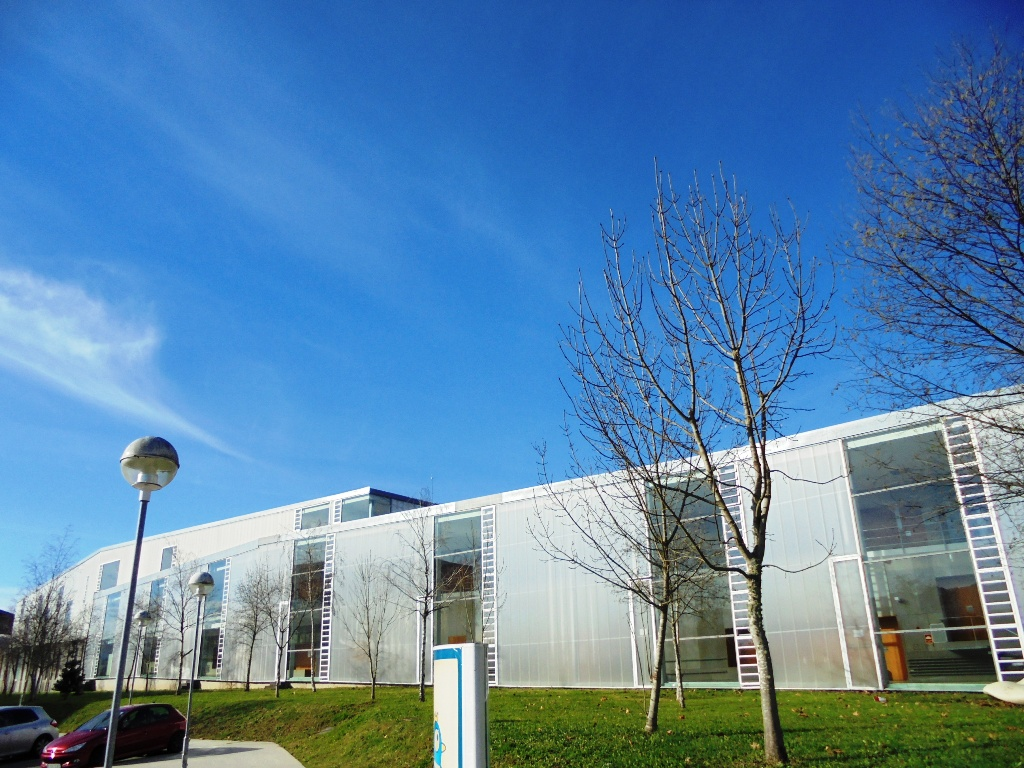
Faculdade de Educação e Ciências do Desporto
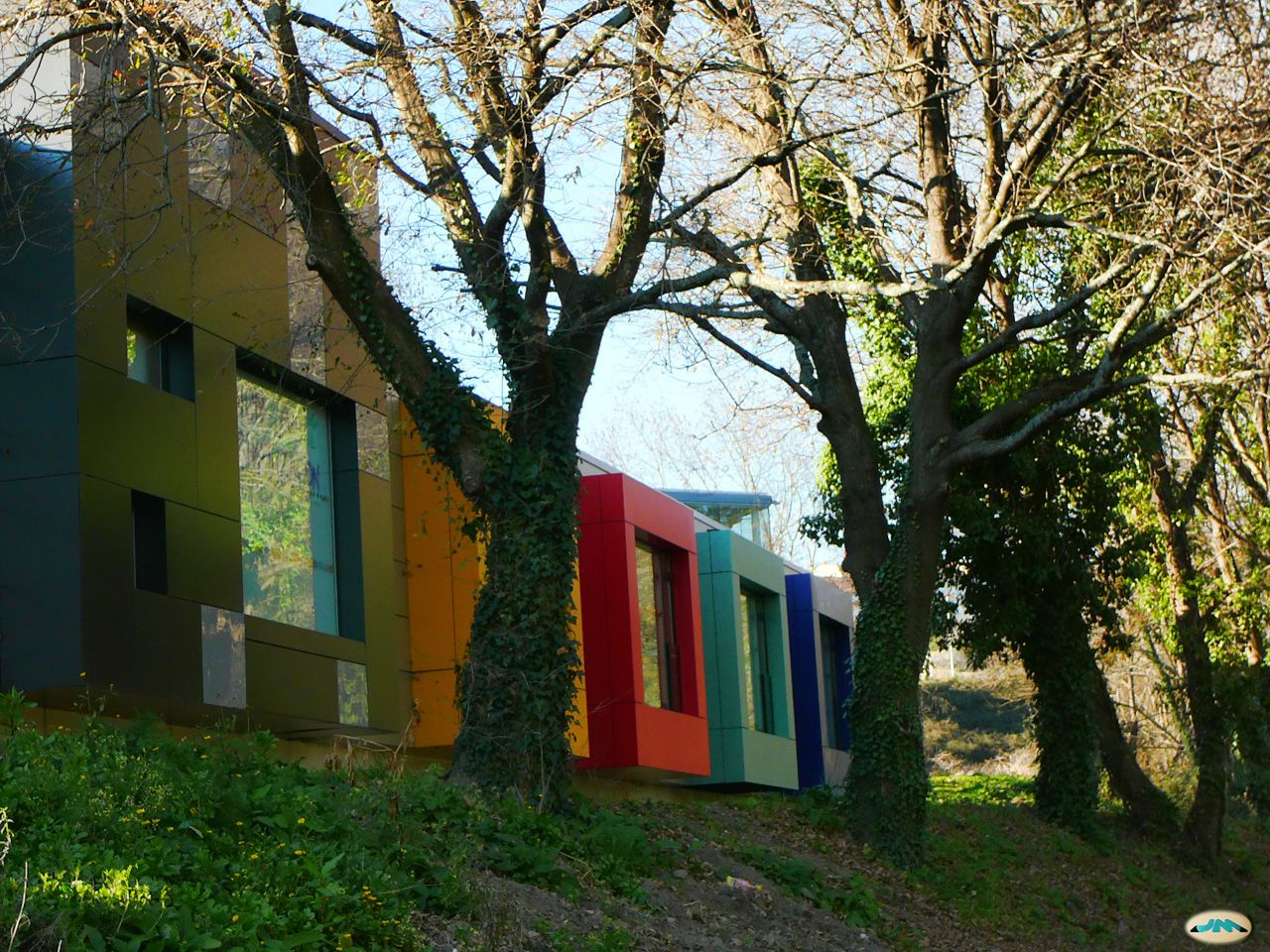
Jardim de infância no campus
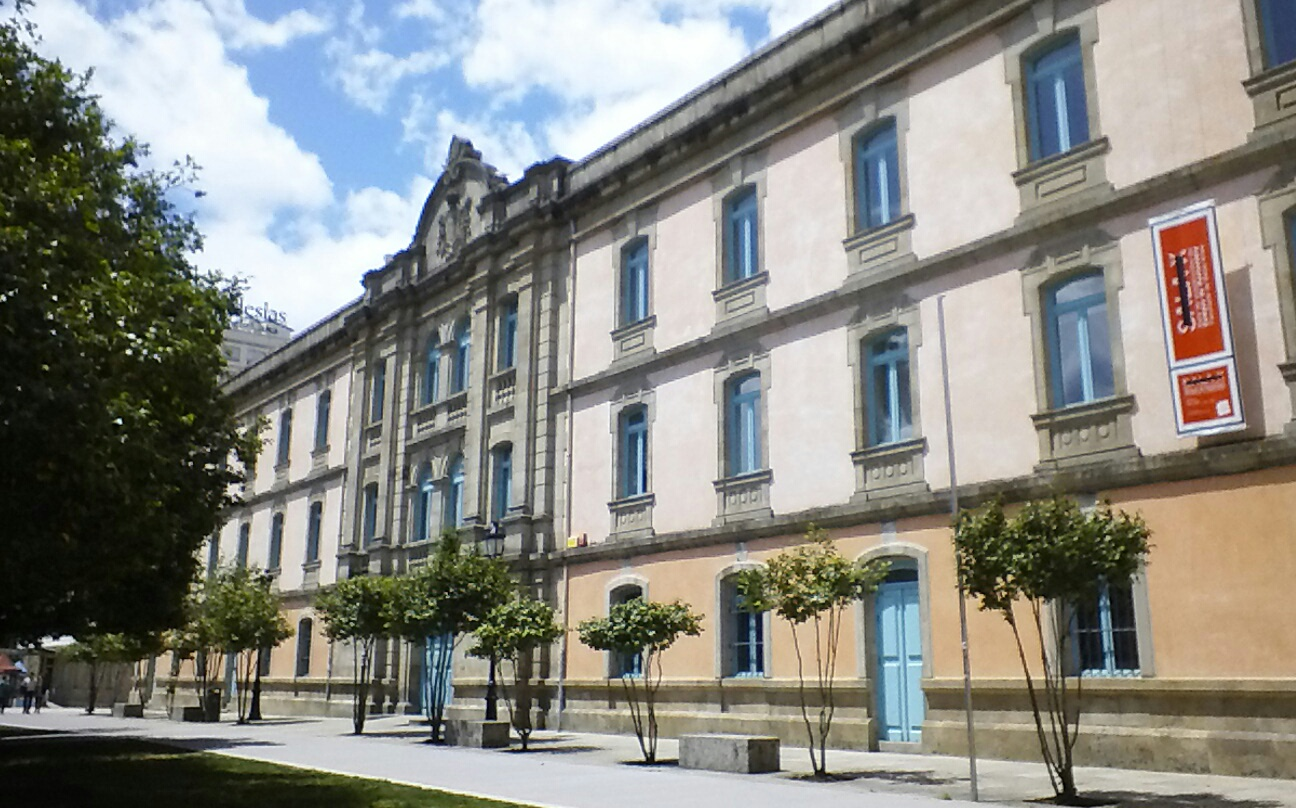
Faculdade de Belas Artes
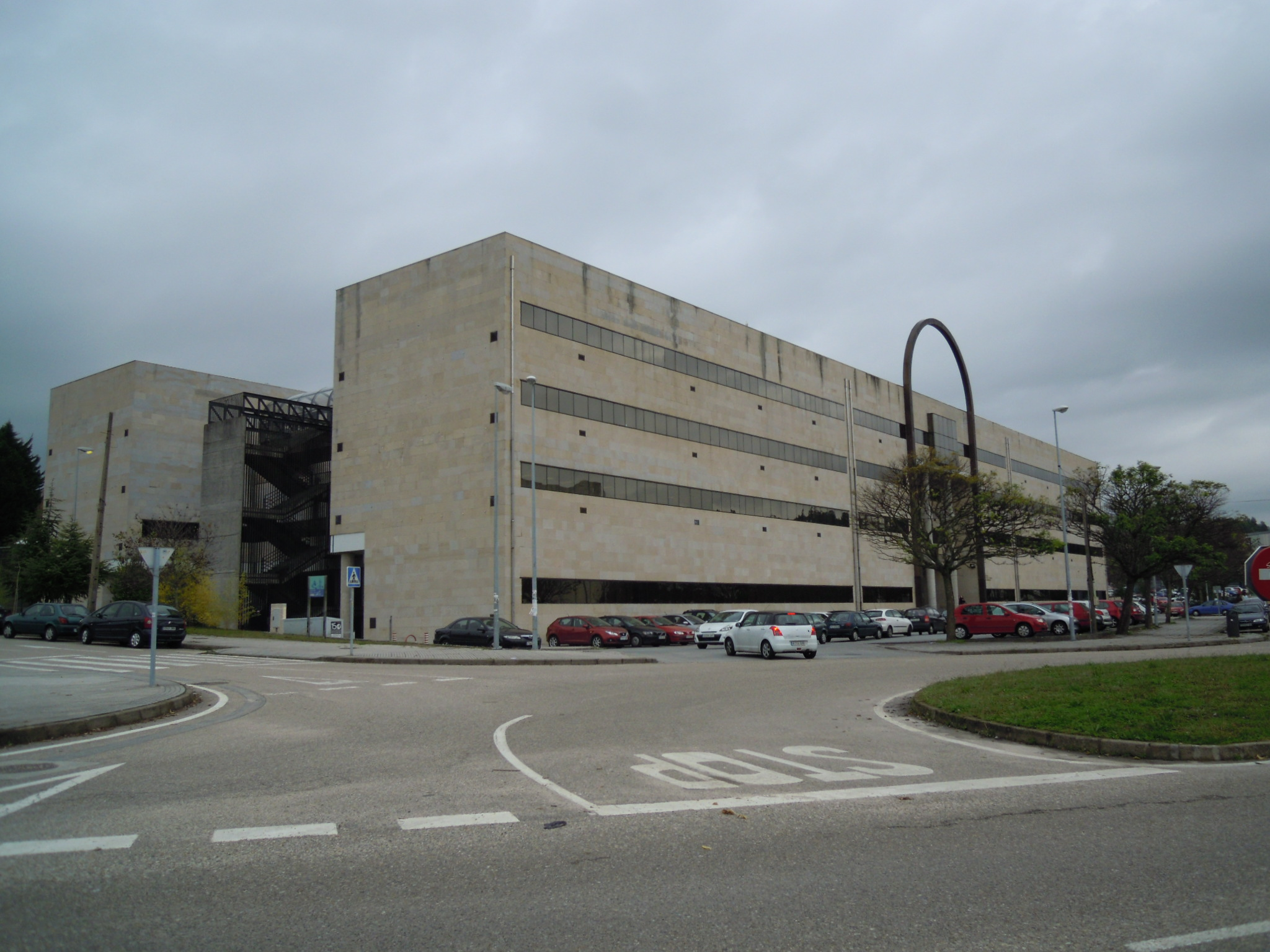
Faculdade de Ciências Sociais e Comunicação
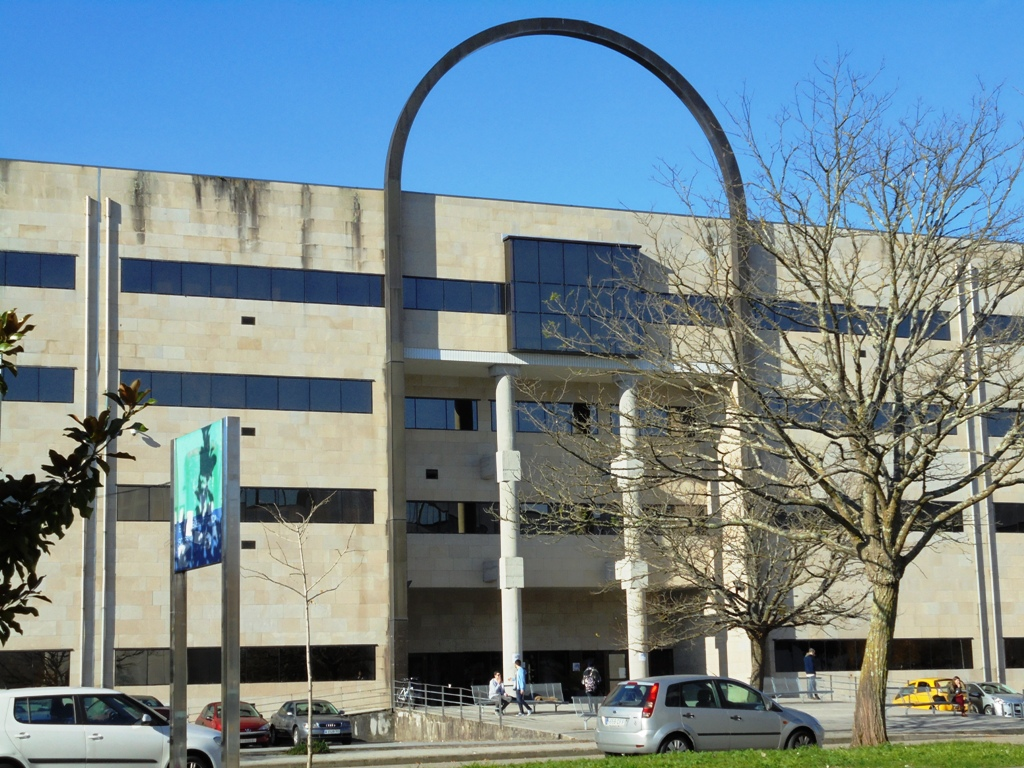
Entrada na Faculdade de Ciências Sociais e Comunicação
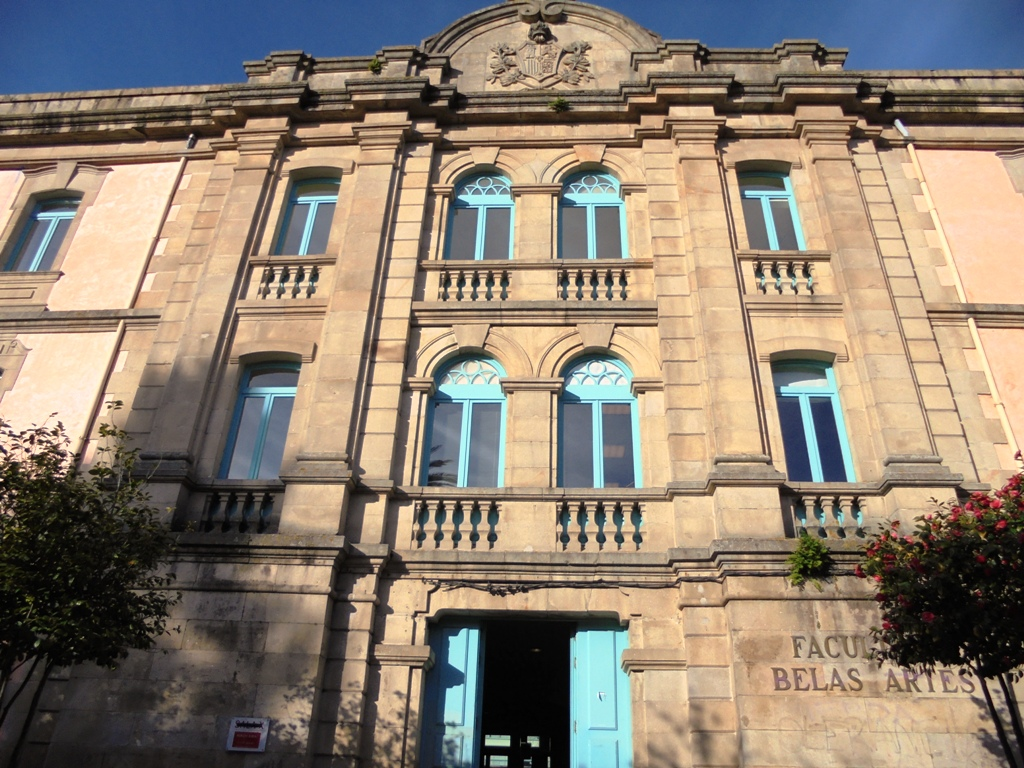
Entrada para a Faculdade de Belas Artes
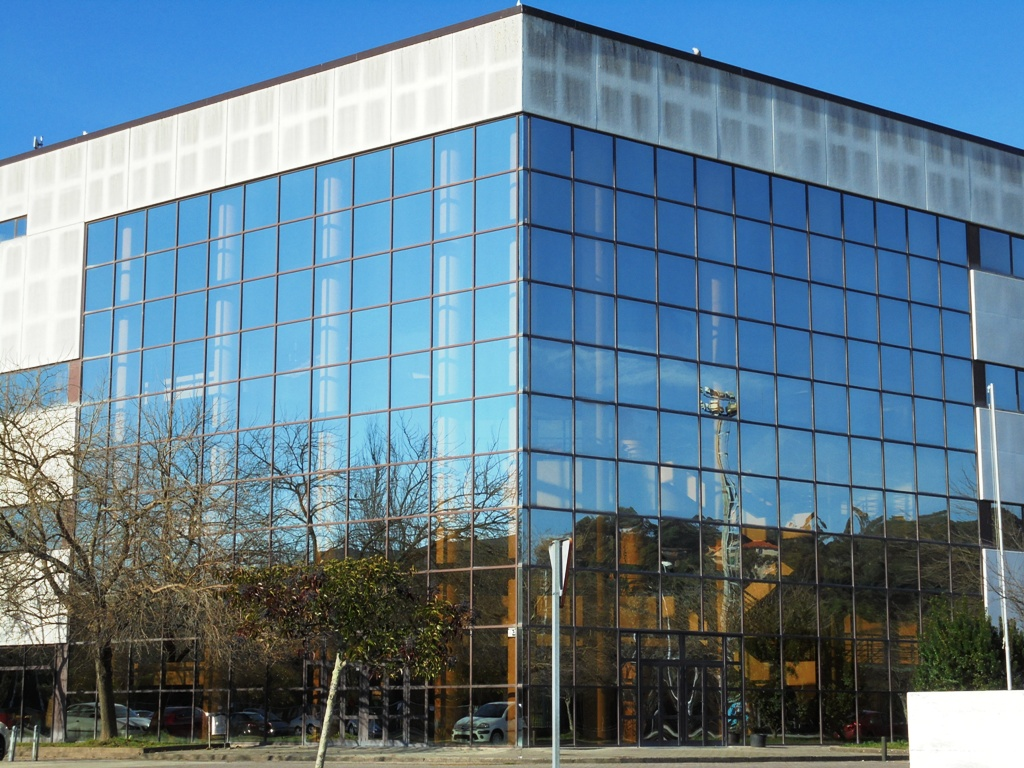
Escola de engenheiros florestais
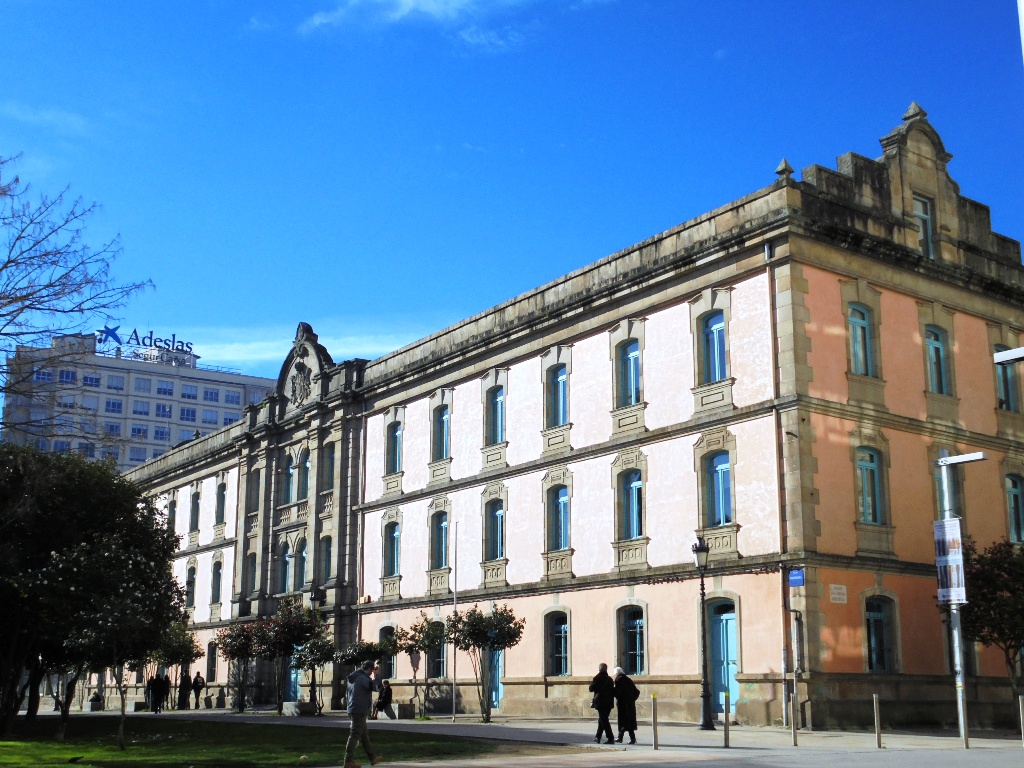
Faculdade de Artes Plásticas
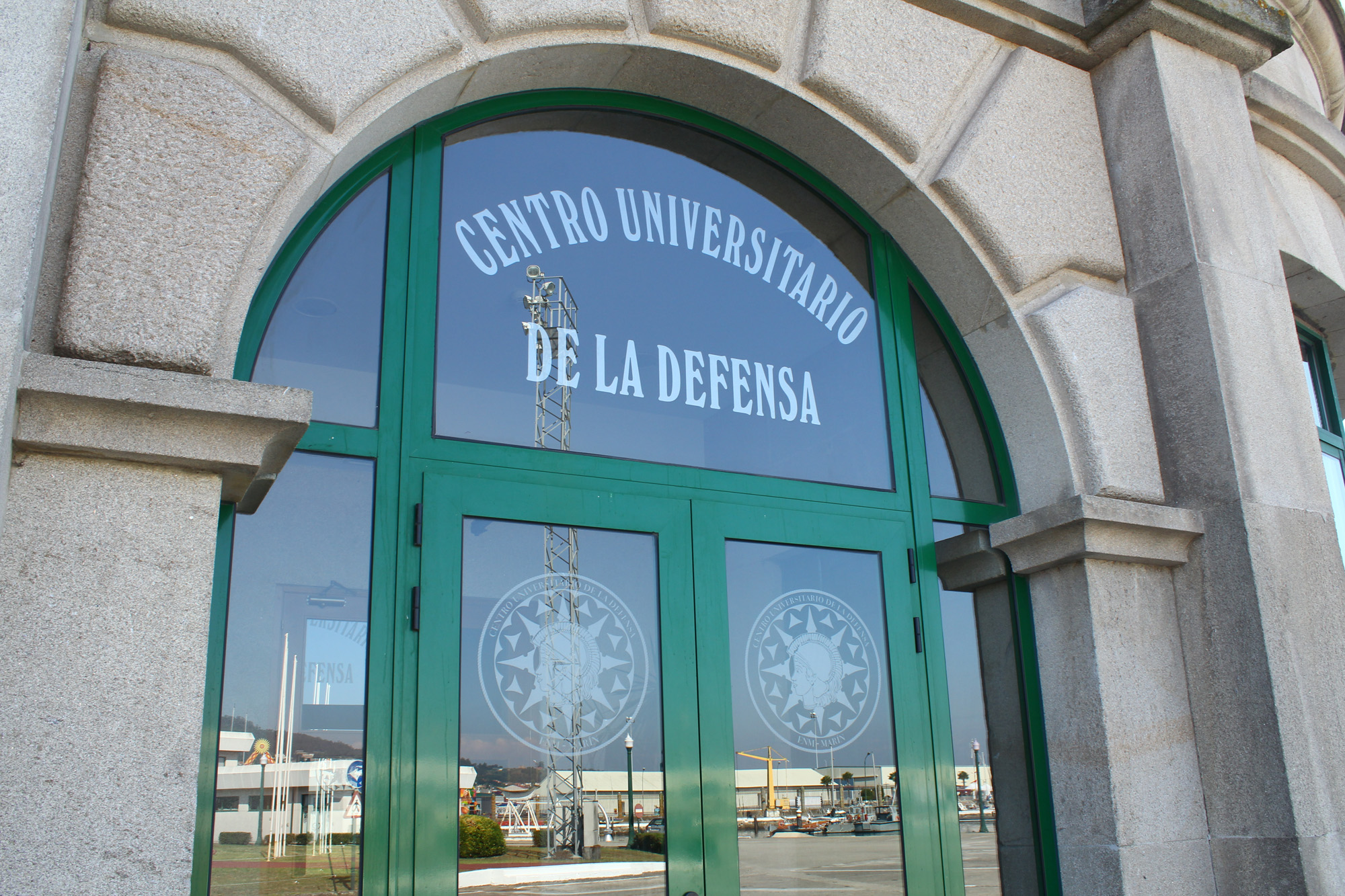
Centro universitário militar
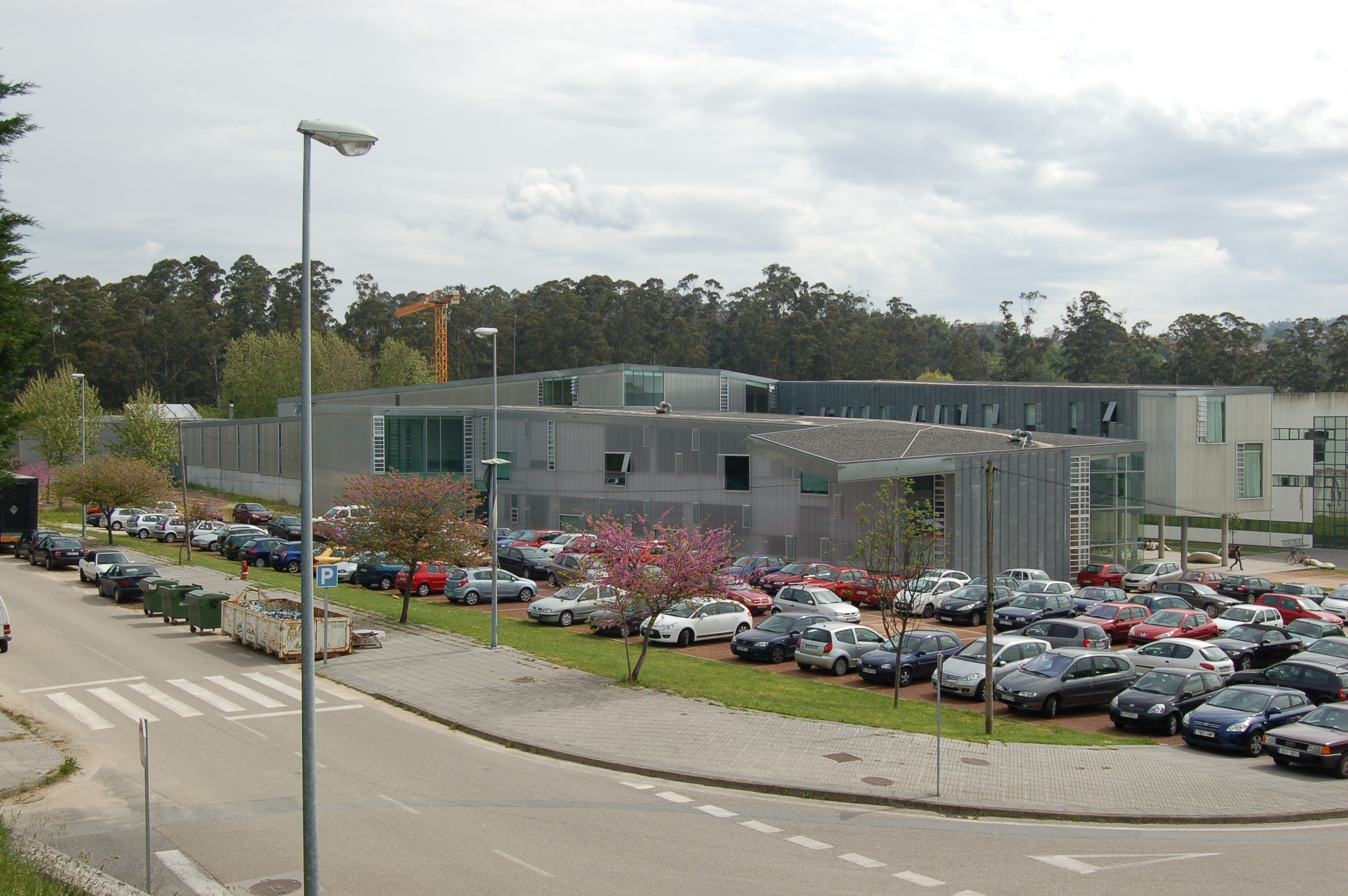
Faculdade de Educação e Ciências do Desporto
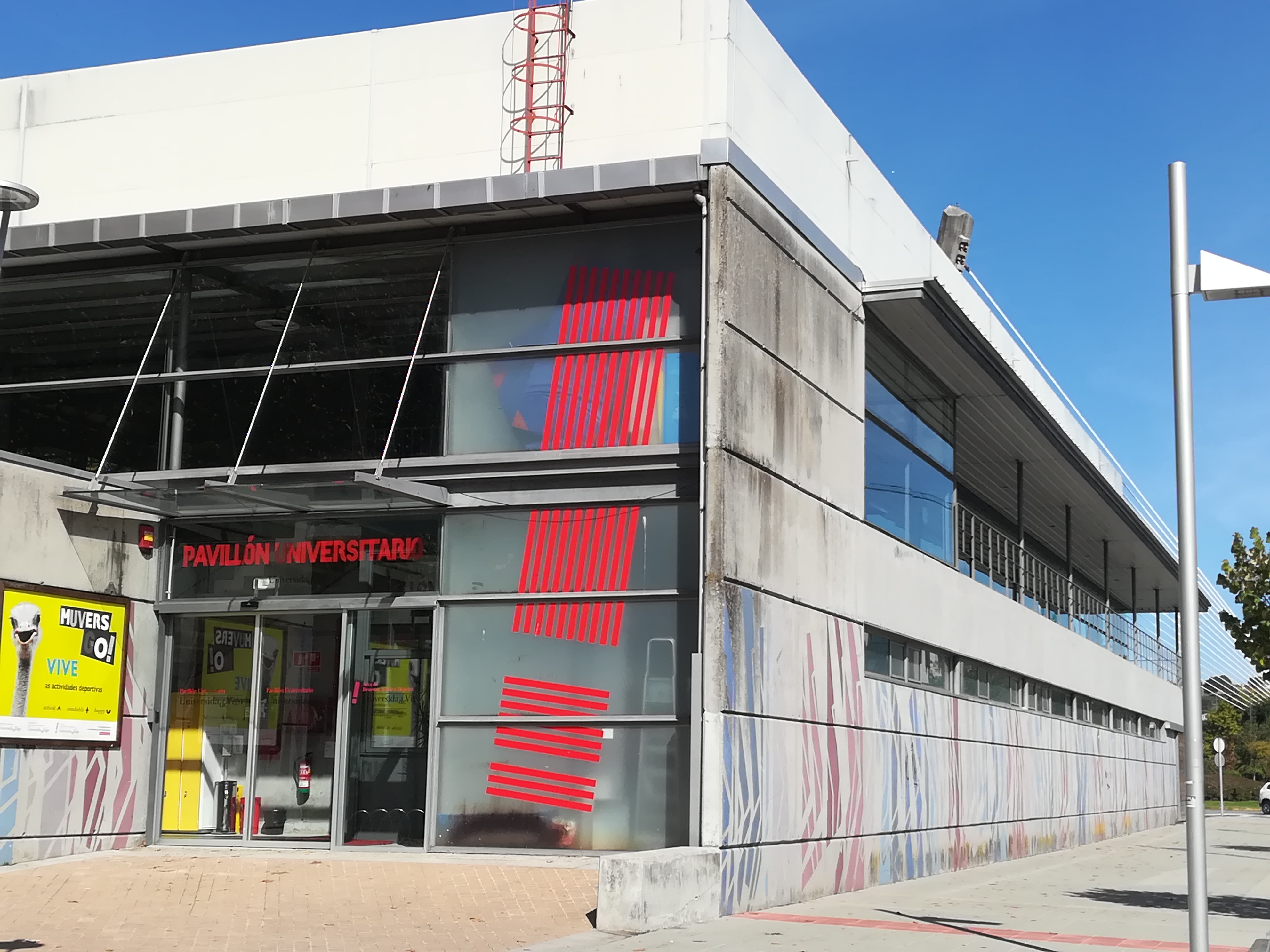
Pavilhão Desportivo da Universidade
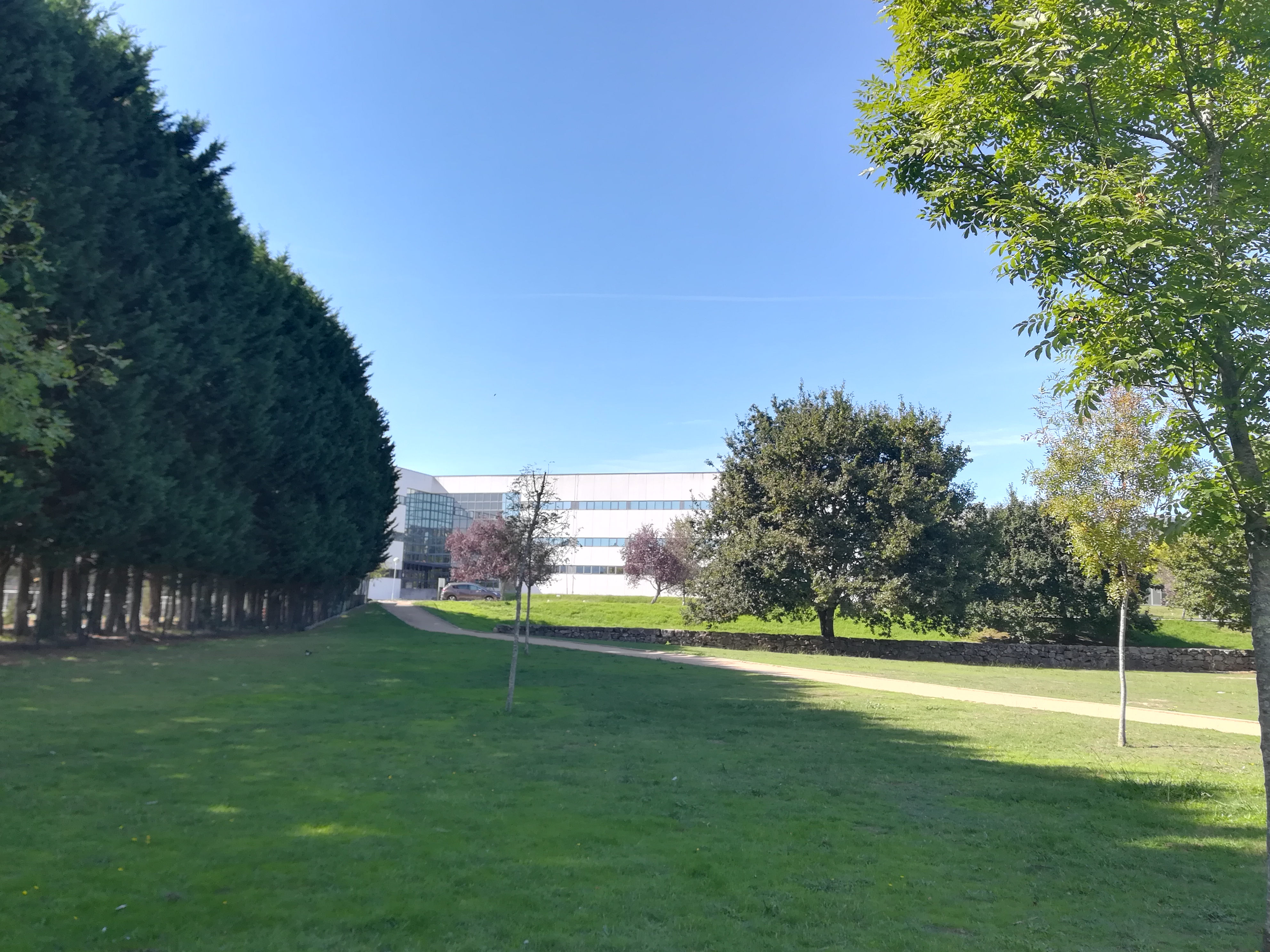
Faculdade de Fisioterapia
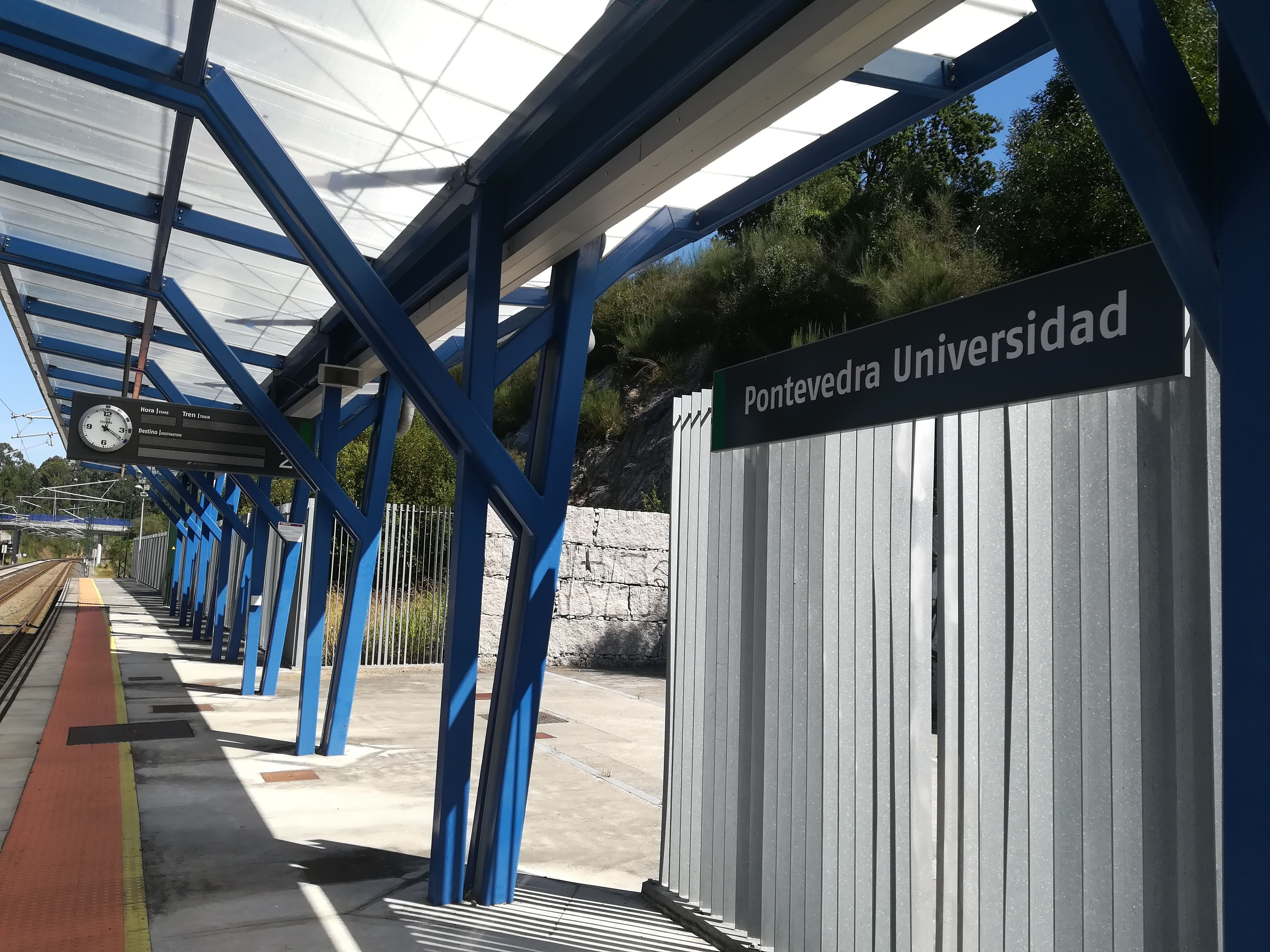
Estação ferroviária Pontevedra-Universidad

### Artigos relacionados
- Casa dos Sinos
- Faculdade de Belas Artes de Pontevedra
- Centro Associado da UNED de Pontevedra